# Davlekanovo
Davlekanovo (orosz betűkkel: Давлеканово, baskír írással: Дәүләкән) város Oroszországban, a Baskír Köztársaságban.

## Népesség
- 2002-ben 23 860 lakosa volt, melyből 11 241 orosz, 5 255 baskír, 4 786 tatár, 1 430 ukrán, 271 csuvas, 258 mordvin, 239 német, 110 örmény, 13 mari, 5 udmurt.
- 2010-ben 24 073 lakosa volt, melyből 11 026 orosz, 6 076 baskír, 4 175 tatár, 1 021 ukrán, 301 csuvas, 192 mordvin, 87 fehérorosz, 10 mari, 6 udmurt.